# Bahnhof Bischofferode (Eichsfeld)

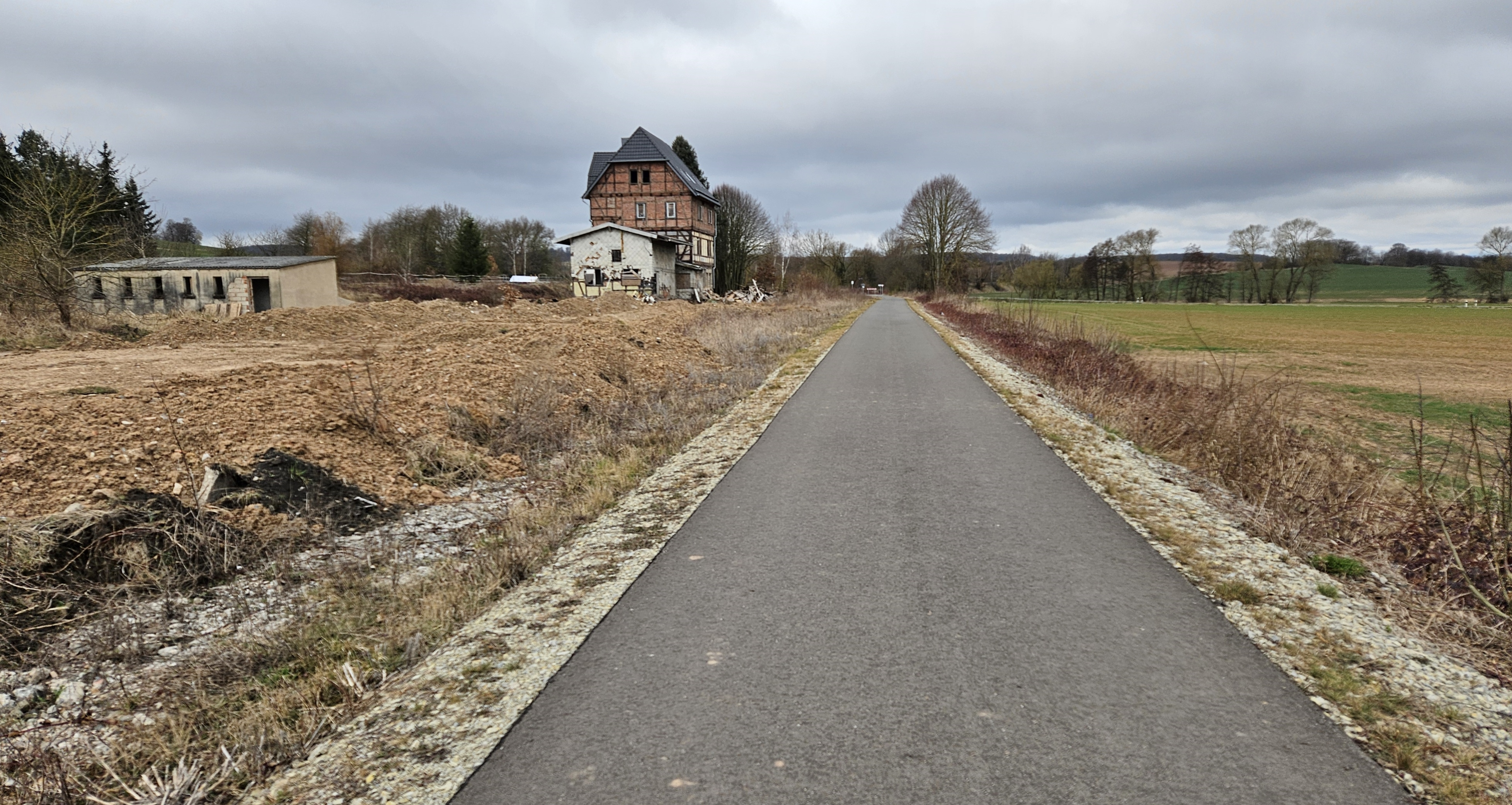
Neuer Radweg am Bahnhof

Der Bahnhof Bischofferode (Eichsfeld), auch Bischofferode (Kr Worbis), war eine Betriebsstelle der Bahnstrecke Bleicherode–Herzberg in der heutigen Landgemeinde Am Ohmberg im thüringischen Landkreis Eichsfeld.

## Lage
Der Bahnhof befindet sich in der Gemarkung von Bischofferode an der Bahnstrecke Bleicherode–Herzberg bei Streckenkilometer 13,36.
Das Terrain des Bahnhofes liegt im Bodetal auf einer Höhe von ungefähr 285 m ü. NN. Die nächsten Bahnhöfe waren Großbodungen im Südosten und Stöckey im Norden. Der Weg vom Dorf zum abseits gelegenen Bahnhof führte über die Bahnhofstraße und die heutige Landesstraße 1011.

## Geschichte
Im Oktober 1910 wurde die Teilstrecke von Großbodungen zum neu eröffneten Bahnhof Bischofferode in Betrieb genommen, Bischofferode war zunächst ein Endbahnhof. Ein Jahr später wurde der restliche Abschnitt von Bischofferode nach Herzberg in Betrieb genommen und Bischofferode ein Zwischenbahnhof. Zur gleichen Zeit entstand das Kaliwerk Bischofferode mitsamt einer Anschlussbahn an den Bahnhof. Er diente dem Personenverkehr und dem Güterverkehr, die gesamte Bahnstrecke war aber im Zusammenhang mit der Kaliförderung im südwestlichen Harzgebiet konzipiert worden. Am nördlichen Bahnausgang entstand ein Bahnübergang an der Landstraße zwischen Großbodungen und Bischofferode, unweit des Bahnhofes wurde das Gasthaus „Am Steinberg“ eröffnet.
Ab November 1944 bis April 1945 war im Bahnhof ein Arbeitskommando des KZ Mittelbau-Dora untergebracht. 1945 wurde die Bahnstrecke an der britisch-sowjetischen Zonengrenze am Bahnhof Zwinge unterbrochen. Zum 1. November 1950 erfolgte eine Umbenennung des Namenszusatzes von Bf Bischofferode (Kr Worbis) zu Bf Bischofferode (Kr Nordhausen) und am 15. Mai 1953 zu Bf Bischofferode (Eichsfeld). 1972 wurde der Streckenabschnitt von Zwinge bis Bischofferode stillgelegt, der Bahnhof wurde zu einem Endbahnhof. Die Bahnhöfe Bleicherode Stadt und Bischofferode wurde ab 1975 mit Stellwerken der sowjetischen Bauform EZMG ausgestattet.  Mit dem Ende der Kaliförderung in Bischofferode 1993 war auch das Ende des Bahnhofes Bischofferode absehbar, der im Jahr 1998 geschlossen wurde, der Bahnhof Großbodungen wurde Endbahnhof.
Der Bahnhof war viele Jahre ohne Nutzung und verfiel, die Gleisanlagen wurden zurückgebaut und es gab Überlegungen zum Abriss des Empfangsgebäudes. 2025 finden Umbauarbeiten am Bahnhofsgebäude statt. Auf den Bahntrassen von Bischofferode nach Großbodungen und zum ehemaligen Kaliwerk wurden Radwege angelegt.

## Ausstattung
Zum Bahnhof gehörten insgesamt vier Gleise mit zwei Bahnsteigen, einer Ladestraße und einer Laderampe. Auf Gleisplänen der Jahre 1939 und 1944 war noch eine Drehscheibe an einem separaten Gleis zwischen den beiden Bahnhofsteilen verzeichnet. Das dreistöckige Empfangsgebäude hatte einen Dienstraum, einen Warteraum, eine Schalterhalle und vermutlich Wohnungen für Bedienstete des Bahnhofes. Daneben stand der Güterschuppen und weitere Bahngebäude. Von 1976 bis 1996 gab es in Bischofferode auch ein Relaisstellwerk sowjetischen Bautyps.

## Übergabebahnhof
Nach Eröffnung des Bahnhofes in Bischofferode wurde auch die Anschlussbahn zum Kaliwerk Bischofferode angelegt. Westlich des Personenbahnhofes wurde ein separater Übergabe- oder Zusammenstellbahnhof mit insgesamt sechs Gleisen gebaut, der von Süden erschlossen war, sowohl das Übergabegleis zur Staatsbahn als auch das Gleis zur Zeche wurden von Süden hereingeführt. Hier wurden die ankommenden und abfahrenden Gütertransporte zusammengestellt und an das öffentliche Bahnnetz bzw. an die private Werkbahn übergeben. Je ein Gleis führte von hier zur Eisenbahnstrecke nach Bleicherode und zum Werksbahnhof des Kaliwerks.